# Spasskij rajon (Oblast' di Penza)
Il Spasskij rajon (in russo Спасский район?) è un rajon dell'Oblast' di Penza, nella Russia europea, il cui capoluogo è Spassk. Istituito il 3 agosto 1964, ricopre una superficie di 700 chilometri quadrati.